# Municipio de Wellington (Dakota del Sur)
El municipio de Wellington (en inglés: Wellington Township) es un municipio ubicado en el condado de Minnehaha en el estado estadounidense de Dakota del Sur. En el año 2010 tenía una población de 277 habitantes y una densidad poblacional de 2,95 personas por km².

## Geografía
El municipio de Wellington se encuentra ubicado en las coordenadas 43°32′50″N 97°4′29″O / 43.54722, -97.07472. Según la Oficina del Censo de los Estados Unidos, el municipio tiene una superficie total de 93.78 km², de la cual 91,93 km² corresponden a tierra firme y (1,97 %) 1,85 km² es agua.

## Demografía
Según el censo de 2010, había 277 personas residiendo en el municipio de Wellington. La densidad de población era de 2,95 hab./km². De los 277 habitantes, el municipio de Wellington estaba compuesto por el 96,03 % blancos, el 1,08 % eran afroamericanos, el 2,17 % eran asiáticos y el 0,72 % eran de una mezcla de razas. Del total de la población el 0 % eran hispanos o latinos de cualquier raza.